# 1,2-dicloropropano
El 1,2-dicloropropano es un compuesto orgánico clasificado como clorocarbono. Es un líquido incoloro, inflamable y de olor dulce. se obtiene como subproducto de la producción de epiclorhidrina, que se produce a gran escala.

## Usos
El 1,2-dicloropropano es un intermediario en la producción de percloroetileno y otras sustancias químicas cloradas. Alguna vez se usó como fumigante de suelos, producto químico intermedio, así como también como solvente industrial y se encontró en decapantes de pintura, barnices y removedores de acabado de muebles, pero algunos de estos usos han sido descontinuados.

## Carcinogenicidad
Tras varios casos de cáncer de las vías biliares entre los empleados de una imprenta japonesa, una investigación realizada por el Ministerio de Salud, Trabajo y Bienestar de Japón concluyó en marzo de 2013 que estos casos probablemente se debieron al uso de agentes de limpieza que contenían 1,2-dicloropropano. Por lo tanto, existe evidencia razonable de que el 1,2-dicloropropano puede ser cancerígeno.
Los datos de estudios en animales muestran crecimiento tumoral en el hígado y las glándulas mamarias. Otros estudios en animales que involucran datos de toxicidad por inhalación han hecho que el Instituto Nacional para la Seguridad y Salud Ocupacional clasifique el 1,2-dicloropropano como carcinógeno e IDLH.